# Adelaide Anne Procter
Adelaide Anne Procter por Emma Gaggiotti Richards
Adelaide Anne Procter (Bloomsbury, 30 de outubro de 1825 — Londres, 2 de fevereiro de 1864) foi uma poetisa e filantropa inglesa. Adelaide Anne Procter (30 de outubro de 1825 - 2 de fevereiro de 1864) foi uma poetisa e filantropa inglesa.
Sua carreira literária começou na adolescência, com poemas publicados nos periódicos Household Words e All the Year Round, de Charles Dickens, e mais tarde em revistas feministas. Seu trabalho de caridade e sua conversão ao catolicismo romano influenciaram sua poesia, que trata de temas como a falta de moradia, a pobreza e as “mulheres decaídas”, entre as quais ela realizou trabalhos filantrópicos. Procter era a poetisa favorita da Rainha Vitória. Coventry Patmore a considerou a poetisa mais popular da época, depois de Alfred, Lorde Tennyson. Poucos críticos do século XX discutiram seu trabalho devido às crenças religiosas de Procter, mas sua poesia está começando a ser reavaliada por demonstrar habilidade técnica.
Procter nunca se casou. Sua saúde foi prejudicada, possivelmente devido ao excesso de trabalho, e ela morreu de tuberculose aos 38 anos.

## Biografia
Adelaide Anne Procter nasceu em 25 Bedford Square, no distrito de Bloomsbury, em Londres, em 30 de outubro de 1825, filha do poeta Bryan Waller Procter e sua esposa Anne (nascida Skepper). A família tinha fortes laços literários: a romancista Elizabeth Gaskell gostava de suas visitas à casa de Procter, e o pai de Procter era amigo do poeta Leigh Hunt, do ensaísta Charles Lamb e do romancista Charles Dickens, além de conhecer o poeta William Wordsworth e o crítico William Hazlitt. A amiga da família Bessie Rayner Belloc escreveu em 1895 que “todo mundo com qualquer pretensão literária parecia entrar e sair da casa. Os Kembles, os Macreadys, os Rossettis, os Dickens [sic], os Thackerays, nunca pareciam ser exatamente visitantes, mas sim pertencentes ao lugar”. A escritora e atriz Fanny Kemble escreveu que a jovem Procter “parece a filha de um poeta, e de uma poetisa ... [com] uma expressão pensativa e pesarosa, sobrenatural [sic] para uma criança tão pequena”.
Dickens elogiou a inteligência rápida de Procter. Segundo ele, a jovem Procter dominava sem dificuldade os assuntos aos quais dedicava sua atenção:
Quando ela era bem pequena, aprendeu com facilidade vários problemas de Euclides. À medida que crescia, ela adquiriu os idiomas francês, italiano e alemão... aprendeu a tocar piano... [e] a desenhar. Mas, assim que vencia completamente as dificuldades de qualquer ramo de estudo, ela perdia o interesse por ele e passava para outro.
Leitora voraz, Procter foi, na maioria, autodidata, embora tenha estudado no Queen's College, em Harley Street, em 1850, fundado em 1848 por Frederick Maurice, um socialista cristão; o corpo docente incluía o romancista Charles Kingsley, o compositor John Hullah e o escritor Henry Morley.
Procter demonstrou amor pela poesia desde muito cedo, carregando consigo, ainda criança, um “pequeno álbum (...) no qual suas passagens favoritas eram copiadas para ela pela mão de sua mãe, antes que ela mesma pudesse escrever (...) como qualquer outra garotinha carregaria consigo uma boneca”. Procter publicou seu primeiro poema ainda adolescente; o poema, “Ministering Angels”, apareceu no Heath's Book of Beauty em 1843. Em 1853, ela enviou um trabalho para a Household Words de Dickens sob o pseudônimo de “Mary Berwick”, desejando que seu trabalho fosse julgado por seus próprios méritos, e não em relação à amizade de Dickens com seu pai; Dickens só soube da identidade de “Berwick” no ano seguinte. A publicação do poema deu início à longa associação de Procter com os periódicos de Dickens; ao todo, Procter publicou 73 poemas em Household Words e 7 poemas em All the Year Round, a maioria dos quais foi reunida em seus dois primeiros volumes de poesia, ambos intitulados Legends and Lyrics. Ela também foi publicada em Good Words e Cornhill. Além de escrever poesias, Procter foi editora do periódico Victoria Regia, que se tornou a peça principal da Victoria Press, “um empreendimento editorial explicitamente feminista”.
Em 1851, Procter converteu-se ao catolicismo. Após sua conversão, Procter tornou-se extremamente ativa em várias causas beneficentes e feministas. Tornou-se uma integrante do grupo de senhoras de Langham Place, com o objetivo de melhorar as condições de vida das mulheres, e foi amiga das feministas Bessie Rayner Parkes (mais tarde Bessie Rayner Belloc) e Barbara Leigh Smith, mais tarde Barbara Bodichon. Procter ajudou a fundar a English Woman's Journal em 1858 e, em 1859, a Sociedade para a Promoção do Emprego das Mulheres, ambos focados na expansão de oportunidades econômicas e de emprego para as mulheres. Embora no papel de apenas um membro entre muitas, a companheira de luta Jessie Boucherett considerava Proctor o "espírito animador" da Sociedade. Seu terceiro volume de poesia, A Chaplet of Verses (1861), foi publicado em benefício de um Abrigo Noturno Católico para Mulheres e Crianças, fundado em 1860 em Providence Row, em East London.
Procter ficou noiva em 1858, de acordo com uma carta que seu amigo William Makepeace Thackeray escreveu a suas filhas naquele ano. Contudo, a identidade do noivo de Procter permanece desconhecida, e o suposto casamento nunca aconteceu. Segundo o seu biógrafo alemão Ferdinand Janku, o noivado parece ter durado vários anos antes de ser desfeito pelo noivo de Procter. A crítica de Gill Gregory sugere que Procter pode ter sido uma lésbica e apaixonada por Matilda Hays, outra integrante da Sociedade para a Promoção do Emprego das Mulheres; outros críticos têm chamado o relacionamento de Procter com Hays como "emocionalmente intenso". O primeiro volume de poesia de Procter, Legends and Lyrics (1858) foi dedicado a Hays e nesse mesmo ano Procter escreveu um poema intitulado “Para M.M.H.” no qual Procter “expressa o amor por Hays ... [Hays foi uma] romancista e tradutora de George Sand e uma figura controversa ... [que] vestia-se com roupas de homem e vivia com a escultora Harriet Hosmer em Roma no início da década de 1850”. Embora vários homens tivessem demonstrado interesse por ela, Procter nunca se casou.
Procter adoeceu em 1862; Dickens e outros têm sugerido que a sua doença deveu-se a seu trabalho de caridade extensiva, que “parece ter indevidamente minado as suas forças”. Uma tentativa de melhorar sua saúde, através de um tratamento hidroterápico em Malvern, Worcestershire, não teve sucesso. Em 3 de fevereiro de 1864, Procter morreu de tuberculose, tendo ficado de cama por quase um ano. A morte dela foi descrita na imprensa como uma “calamidade nacional”. Procter foi enterrada em Kensal Green Cemetery.

## Carreira literária
A poesia de Procter foi fortemente influenciada por suas crenças religiosas e a caridade, falta de moradia, pobreza e mulheres marginalizadas são temas frequentes. Os prefácios de Procter aos seus livros de poesia acentuam a miséria das condições em que viviam os pobres.
O catolicismo de Procter também influenciou a sua escolha de imagens e símbolos; Procter frequentemente faz referência à Virgem Maria, por exemplo, “para apresentar aos leitores seculares e protestantes a possibilidade de que uma ordem celestial faça críticas à estrutura de poder da ideologia de gênero vitoriano”.
Procter escreveu uma série de poemas sobre a guerra (a maioria dos poemas publicada sobre este tema na Household Words foram escritos por Procter), embora raramente tratasse diretamente do tema, preferindo deixar “a guerra como cenário de fundo, algo a ser inferido e não declarado”. Em geral, esses poemas retratam o conflito como algo “que possa unir uma nação que foi dividida pela diferença das classes”.
Segundo o crítico Gill Gregory, Procter “não considerava abertamente a questão polêmica do poeta, sobretudo o das poetisas e sua ascensão à fama”, ao contrário de muitas outras poetisas do seu tempo, tais como Felicia Hemans e Letitia Elizabeth Landon. Procter também não estava particularmente interessada em questões de papéis de gênero. Contrariamente à maioria, escrevia principalmente sobre a classe trabalhadora, especialmente sobre as mulheres da classe operária, e com “as emoções das mulheres antagonistas que não haviam totalmente encontrado expressão”. O trabalho de Procter muitas vezes incorpora uma estética vitoriana de sentimentalismo, mas, segundo Francis O'Gorman, o mostravam com “a força peculiar”; Procter emprega o afeto emocional sem simplificação, para manter a “energia emocional [em tensão] ... contra complicações e nuances”. A linguagem de Procter, no entanto, é simples; ela expressou a uma amiga um “terror mórbido de ser incompreendida e mal interpretada”, e sua poesia é, portanto, marcada pela “simplicidade, franqueza e clareza de expressão”.
Embora os críticos tenham descartado Procter por muito tempo porque sua poesia é “direta” e religiosa (e, portanto, considerada cheia de “excessos sentimentais”,) seu trabalho mostra habilidade técnica ao brincar com ambiguidades de ênfase e “deslocamento temporal.” Os críticos também ignoraram, em sua maior parte, a maioria dos poemas de Procter, “preferindo discutir os poucos poemas de crítica social ... sobre, por exemplo, os muitos louvores a Maria”. Karen Dieleman, no entanto, argumenta que considerar as crenças religiosas de Procter e as práticas litúrgicas católicas romanas contemporâneas mostra que a poesia de Procter está “sintonizada com o poder do afeto e da reserva, da espontaneidade e do controle, da devoção leiga e da autoridade moral”.

## Fama
Procter era “incrivelmente popular”, em meados do século XIX; era a poetisa predileta da Rainha Vitória e Coventry Patmore afirmou que a procura por seu trabalho foi maior do que a por qualquer outro poeta, com exceção de Alfred Tennyson. Somente um volume de sua poesia passou por dezenove edições entre 1858 e 1881. Os leitores valorizavam os poemas de Procter por sua simplicidade de expressão, apesar de serem considerados “não muito originais no pensamento; [seu mérito é que] são de fato as expressões 'de um coração crente', ressaltando sua plenitude”. Procter tinha uma opinião desfavorável de seu trabalho; sua amiga Bessie Raynor Belloc achava que Procter ficava triste com o fato de sua fama como poetisa ter superado a de seu pai, e citou Procter dizendo que “papai é um poeta. Eu só escrevo versos”.
A popularidade de Procter continuou após sua morte; o primeiro volume de Legends and Lyrics passou por 19 edições em 1881, e o segundo volume por 14 edições no mesmo ano. Muitos de seus poemas transformaram-se em hinos ou canções. Entre estas estava “The Lost Chord”, que Arthur Sullivan musicou em 1877; esta canção foi a mais bem sucedida comercialmente na década de 1870 e 1880 no Reino Unido e nos Estados Unidos. A compositora Hermine Küchenmeister-Rudersdorf musicou o texto de Procter em sua canção “Shadow”. O seu trabalho também foi publicado nos Estados Unidos e traduzido para o alemão. No início do século XX, entretanto, a fama de Procter decaiu tanto a ponto de um livro de texto chamar seus poemas de “estúpidos, triviais e indígnos do assunto”. Os críticos, como Cheri Larsen Hoeckley, Kathleen Hickok e Natalie Joy Woodall argumentam que a queda da fama de Procter é devida, pelo menos em parte, à forma como Charles Dickens caracterizou-a como um “modelo de anjo doméstico da classe média” e uma “santa frágil e modesta” e não como uma “poetisa feminista ativa e forte”. Emma Mason, no entanto, argumenta que, mesmo que a descrição de Procter feita por Dicken tenha “extinto o interesse moderno” por ela, ele também “ajudou a resgatar Procter do tipo de conjecturas intermináveis sobre sua vida privada que tem confundido os estudos de mulheres como Letitia Landon”.
Os críticos modernos têm dado pouca atenção ao trabalho de Procter. Os poucos críticos que analisaram a poesia de Procter geralmente consideram-na importante pela forma com que Procter abertamente expressa sentimentos convencionais, enquanto que secretamente os sabotava. De acordo com Isobel Armstrong, a poesia de Procter, como aquelas de muitas poetisas do século XIX, emprega as ideias convencionais e modos de expressão, sem necessariamente adotá-los na totalidade. Francis O'Gorman cita “A Legend of Provence” como um exemplo de um poema com esse tipo de “dupla relação com as estruturas das políticas do gênero que parece afirmar”. Outros críticos, tomando por base a opinião de Armstrong, concordam que a poesia de Procter, apesar de parecer delicada na superfície, mostra sinais de emoções reprimidas e desejos. Kirstie Blair afirma que a supressão da emoção no trabalho de Procter faz dos poemas narrativos de todos os mais poderosos, e Gill Gregory argumenta que a poesia de Procter muitas vezes explora a sexualidade feminina de uma maneira não convencional, enquanto que, muitas vezes expressando a ansiedade sobre os desejos sexuais. No entanto, Elizabeth Gray critica o fato de que as poucas discussões da poesia de Procter que existem concentram-se principalmente no sexo, argumentando que o “alcance e a inventividade formal desta reveladora poetisa representante vitoriana ter permanecido amplamente inexplorada”.

## Lista de publicações
- Legends and Lyrics, primeira série, 1858
- Legends and Lyrics, segunda série, 1861
- A Chaplet of Verses, 1862
- The Haunted House uma curta história co-escrita com Charles Dickens, Elizabeth Gaskell, Wilkie Collins, George Sala e Hesba Stretton